# Thomas Deloney
Thomas Deloney, född 1543, död 1600, var en engelsk balladdiktare och författare.
Deloney besjöng historiska händelser som den spanska armadans undergång och uppseendeväckande mordhistorier från sin samtid i populära ballader, samlade i Strange histories (1607) och The garland of good will (1608). Deloney har även i realistiska prosaberättelser skildrat livet bland dåtidens hantverkare, såsom The gentle craft (1597) och Jacke of Newbery (1597). Deloneys samlade arbeten utgavs av F. O. Mann.